# Tras Cerros
Tras Cerros är en ort i Honduras.   Den ligger i departementet Departamento de Santa Bárbara, i den västra delen av landet, 210 km nordväst om huvudstaden Tegucigalpa. Tras Cerros ligger 625 meter över havet och antalet invånare är 4 174.
Terrängen runt Tras Cerros är huvudsakligen kuperad, men den allra närmaste omgivningen är platt. Runt Tras Cerros är det ganska glesbefolkat, med 38 invånare per kvadratkilometer. Närmaste större samhälle är Macuelizo, 14,3 km öster om Tras Cerros. 